# Марк Минуций Руф (трибун)
Марк Минуций Руф (на латински: Marcus Minucius Rufus) e политик на Римската република през края на 2 век пр.н.е. Произлиза от фамилията Минуции, клон Руф.
През 121 пр.н.е. той е народен трибун заедно с Мевий. Той представя закон против този на Гай Гракх. Арбитър е между жителите на Генуа и Viturii. Консули тази година са Квинт Фабий Максим Алоброгик и Луций Опимий. Консулът Опимий прекратява със сила масовия протест на Авентин, организиран от Гай Гракх и Марк Фулвий Флак, понеже не са преизбрани. Убити са Флак и Гай Гракх и много други. След това Опимий съставя трибунал и осъжда 3000 души на смърт, заради подкрепа на Гракх.